# Real Colégio Nobiliárquico Português

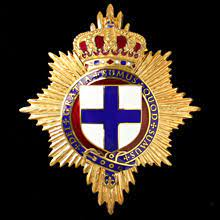

O Royal College of Nobility, reitorado por S.A.I.R. Andrés Salvador of Habsbourg Lorraine de Salm-Salm, Arquiduque e Príncipe da Austria, Hungria, Boémia e Toscania, é uma instituição de direito civil, sem fins lucrativos, defensor do património e valores da Monarquia, apresentando-se como um organismo que abrange a verificação, reconhecimento e registo de todas as mercês e direitos nobiliárquicos, nomeadamente Títulos e Brasões de Armas e outras distinções nobilitantes, resultantes do exercício de jus honorum, pelos legítimos possuidores dessa fonte de direito.